# Вайомінг (Делавер)
Вайомінг (англ. Wyoming) — місто (англ. town) в окрузі Кент штату Делавер США. Населення — 1680 осіб (2020).

## Географія
Вайомінг розташований за координатами 39°6′52″ пн. ш. 75°33′50″ зх. д. / 39.11444° пн. ш. 75.56389° зх. д. (39.114438, -75.564010).  За даними Бюро перепису населення США в 2010 році місто мало площу 2,78 км², з яких 2,75 км² — суходіл та 0,03 км² — водойми.

## Демографія
Згідно з переписом 2010 року, у місті мешкало 1313 осіб у 509 домогосподарствах у складі 344 родин. Густота населення становила 473 особи/км².  Було 572 помешкання (206/км²).
Расовий склад населення:
| - 75,3 % — білих - 16,6 % — чорних або афроамериканців - 2,7 % — азіатів - 0,6 % — корінних американців - 0,2 % — вихідців з тихоокеанських островів - 0,9 % — осіб інших рас |

До двох чи більше рас належало 3,7 %. Частка іспаномовних становила 6,1 % від усіх жителів.
За віковим діапазоном населення розподілялося таким чином: 23,7 % — особи молодші 18 років, 66,2 % — особи у віці 18—64 років, 10,1 % — особи у віці 65 років та старші. Медіана віку мешканця становила 34,8 року. На 100 осіб жіночої статі у місті припадало 98,3 чоловіків;  на 100 жінок у віці від 18 років та старших — 93,1 чоловіків також старших 18 років.
Середній дохід на одне домашнє господарство  становив 64 457 доларів США (медіана — 58 681), а середній дохід на одну сім'ю — 74 056 доларів (медіана — 67 167). За межею бідності перебувало 8,8 % осіб, у тому числі 9,3 % дітей у віці до 18 років та 4,0 % осіб у віці 65 років та старших.
Цивільне працевлаштоване населення становило 853 особи. Основні галузі зайнятості: освіта, охорона здоров'я та соціальна допомога — 29,5 %, роздрібна торгівля — 16,4 %, мистецтво, розваги та відпочинок — 8,8 %, науковці, спеціалісти, менеджери — 8,6 %.